# Neuville-lès-Decize
Neuville-lès-Decize este o comună în departamentul Nièvre din centrul Franței. În 2009 avea o populație de 283 de locuitori.

## Evoluția populației
| An        | 1975 | 1982 | 1990 | 1999 | 2006 | 2009 |
| --------- | ---- | ---- | ---- | ---- | ---- | ---- |
| Populație | 250  | 235  | 237  | 255  | 272  | 283  |